# Juurikkajärvi
Juurikkajärvi este o arie protejată (arie de protecție specială avifaunistică — SPA) din Finlanda întinsă pe o suprafață de 129 ha, integral pe uscat.

## Localizare
Centrul sitului Juurikkajärvi este situat la coordonatele 61°58′44″N 30°03′33″E / 61.9789°N 30.0592°E.

## Înființare
Situl Juurikkajärvi a fost declarat arie de protecție specială avifaunistică în august 1998 pentru a proteja 46 de specii de animale.

## Biodiversitate
Situată în ecoregiunea boreală, aria protejată nu include niciun habitat protejat.
La baza desemnării sitului se află mai multe specii protejate de  păsări (46): lăcar mare (Acrocephalus arundinaceus), minunița (Aegolius funereus), rață sulițar (Anas acuta), gâscă de semănătură (Anser fabalis), pietruș (Arenaria interpres), ciuf de câmp (Asio flammeus), rață-cu-cap-castaniu (Aythya ferina), rața moțată (Aythya fuligula), cocoșul de mesteacăn (Bonasa bonasia), buhai de baltă (Botaurus stellaris), șorecarul comun (Buteo buteo), fugaci mic (Calidris minuta), bătăuș (Calidris pugnax), fugaci pitic (Calidris temminckii), erete de stuf (Circus aeruginosus), erete vânăt (Circus cyaneus), gușă vânătă (Cyanecula svecica), lebădă de iarnă (Cygnus cygnus), ciocănitoare neagră (Dryocopus martius), presură de grădină (Emberiza hortulana), șoim de iarnă (Falco columbarius), șoimul rândunelelor (Falco subbuteo), vânturel roșu (Falco tinnunculus), cocor (Grus grus), Hydrocoloeus minutus, sfrâncioc roșiatic (Lanius collurio), pescăruș râzător (Larus ridibundus), sitar de mâl (Limosa limosa), becațină mică (Lymnocryptes minimus), Lyrurus tetrix tetrix, rață neagră (Melanitta nigra), Mergellus albellus, codobatura galbenă (Motacilla flava), vultur pescar (Pandion haliaetus), notatița cu ciocul subțire (Phalaropus lobatus), ciocănitoare verzuie (Picus canus), ploier auriu (Pluvialis apricaria), corcodel-urechiat (Podiceps auritus), corcodel-cu-gât-roșu (Podiceps grisegena), cresteț pestriț (Porzana porzana), Spatula clypeata, rață cârâitoare (Spatula querquedula), chiră de baltă (Sterna hirundo), huhurezul mic (Strix uralensis), fluierar negru (Tringa erythropus), fluierar de mlaștină (Tringa glareola).
Pe lângă speciile protejate, pe teritoriul sitului au mai fost identificate 33 de specii de păsări, 2 specii de amfibieni, 1 specie de mamifere.